# Тхэмин
Ли Тхэмин (кор. 이태민, англ. Lee Tae Min; род. 18 июля 1993 года, более известный как Тхэмин) — южнокорейский певец, автор песен, танцор и актёр. Является главным танцором и вокалистом популярного бойбенда SHINee и участником супер группы SuperM.
Сольная карьера Тхэмина началась в августе 2014 года с выходом дебютного мини-альбома Ace. Он занял первое место в Gaon Album Chart, а главный сингл «Danger» достиг пятого места в Gaon Weekly Digital Chart. Его первый студийный альбом Press It, выпущенный 23 февраля 2016 года, также достиг вершины альбомного чарта. Сингл «Press Your Number» в оригинале был написан Бруно Марсом, но Тхэмин написал новый текст, чтобы песня появилась на корейском рынке. 27 июля того же года он также выпустил дебютный японский мини-альбом Solitary Goodbye.
В 2017 году Тхэмин выпустил свой второй полноценный корейский альбом Move, заглавная песня привлекла внимание благодаря своей отличительной хореографии. Переиздание Move-ing, вышло  10 декабря 2017 года, с заглавным треком «Day and Night». В 2018 году Тхэмин выпустил свой первый полноценный японский альбом Taemin, который совпал с его первым туром по Японии. В феврале 2019 года Тхэмин выпустил свой второй корейский мини-альбом Want с заглавным треком с тем же названием.

## Карьера

### 2008−2013: Начинания в карьере
Ли Тхэмин родился 18 июля 1993 года в Сеуле. В детстве он мечтал стать пилотом, пока в шестом классе не открыл для себя танцы. Родители отправили его на прослушивание в S.M. Entertainment, и он сразу же был принят в агентство. В 2008 году Тхэмин был выбран как участник новой мужской группы SHINee, в составе которой дебютировал в 14 лет. SHINee официально дебютировали 25 мая на музыкальном шоу Inkigayo. В 2009 году Тхэмин дебютировал как актёр в комедии MBC «Тхэ Хи, Хэ Гё, Чжи Хён» в роли Джунсу.

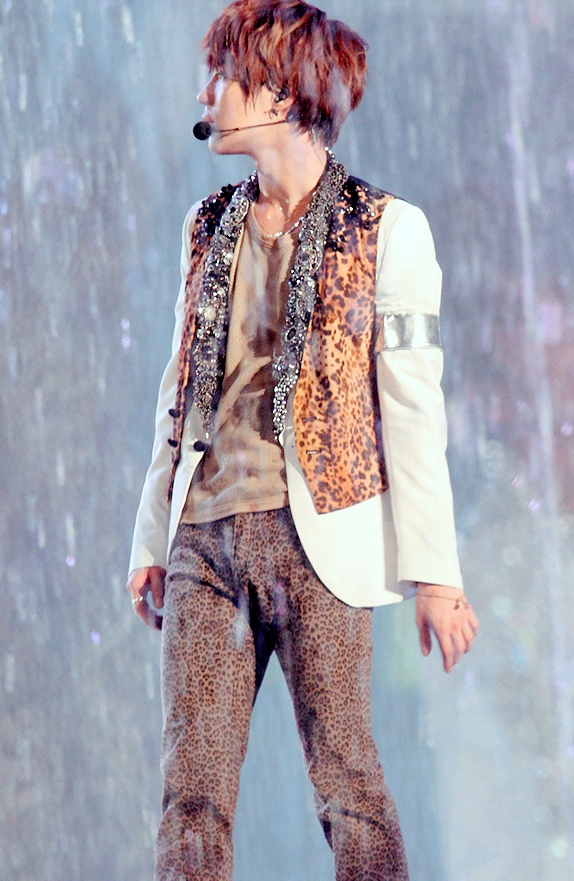
Тхэмин на SHINee World II в Сеуле, июль 2012 года

В январе 2012 года Тхэмин впервые попробовал себя в закадровом переводе для мультфильма «Пушистые против Зубастых», где его голосом говорил главный герой Джонни. 19 сентября он выпустил свой первый OST «U» к дораме «Для тебя во всём цвету», где одну из главных ролей исполнил его одногруппник Минхо. 16 октября стало известно о коллаборации S.M. Entertainment и Hyundai, где Тхэмин принял участие вместе с Ынхёком (Super Junior), Генри (Super Junior-M), Хёён (Girls’ Generation), Кхаи и Лухан (EXO) в исполнении песни «Maxstep». Видеотизер был показан на следующий день.
В апреле 2013 года S.M. Entertainment объявили, что Тхэмин примет участие в реалити-шоу «Мы поженились», его партнёром стала Наын из Apink. В том же году снялся в трёх эпизодах дорамы «Агентство знакомств: Сирано» в роли айдола Рэя (Ян Хо Ёля). 7 июня вышел дебютный сингл Генри «Trap», записанный при участии Тхэмина и Кюхёна. В декабре принял участие в записи саундтрека «Footsteps» для дорамы «Премьер-министр и я».

### 2014−2016:Ace,Press ItиSolitary Goodbye
18 августа 2014 года Тхэмин выпустил свой дебютный мини-альбом Ace. Видеоклип на сингл «Danger» был выпущен 16 августа. Хореография «Danger» была придумана Иэном Иствудом, американским хореографом, и командой BeatBurger. Тхэмин посещал танцевальную студию в Лос-Анджелесе, чтобы выучить танец.
3 февраля 2015 года Тхэмин был подтвержден участником первого сезона шоу «Пара, созданная на небесах». 14 апреля было подтверждено участие в шоу «Я снова пошёл в школу» канала JBTC. 1 июня был выпущен саундтрек «That Name», записанный с одногруппником Джонхёном для дорамы «Школа 2015: Кто ты?». Песня дебютировал на 36 месте в цифровом сингловом чарте.

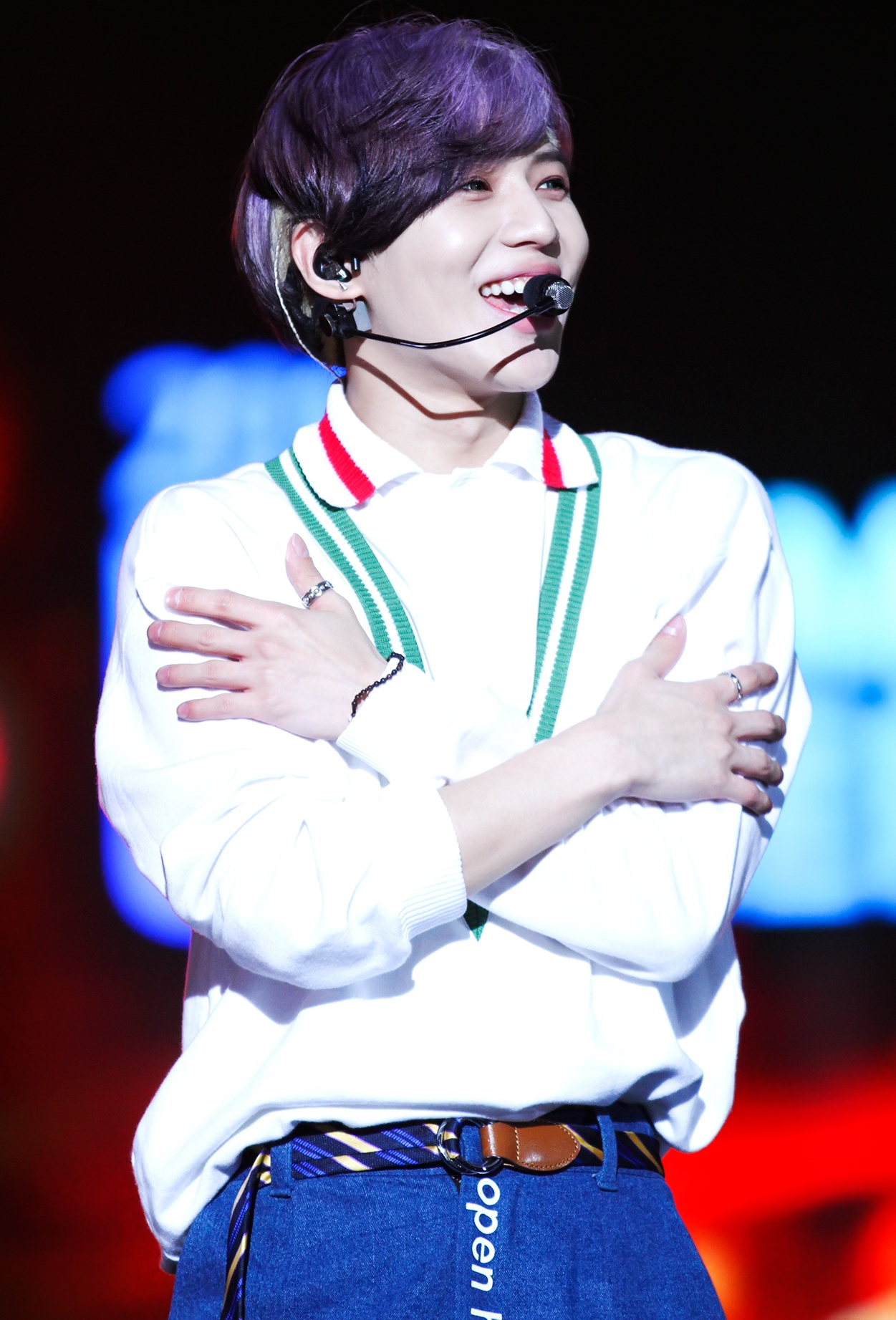
Тхэмин на Dream Concert, май 2015 года

Первый студийный альбом Press It был выпущен 23 февраля 2016 года. Бруно Марс, известный по хитам «Treasure» и «Marry You», стал одним из создателей сингла «Press Your Number», в оригинале текст которого был написан Бруно лично. На выступлении по случаю выхода альбома, ведущим которого стал Минхо, Тхэмин сказал: «После выпуска мини-альбома я выступал с SHINee, но я также провёл много времени, работая над своим следующим сольным альбомом, […] Я очень много занимался вокалом и танцами на частных уроках и оглядывался на свои прошлые песни. Я хочу сказать, что стал более сильным артистом».
В июне был анонсирован японский дебют, дебютное выступление прошло 18 июля, в день 23-летия Тхэмина. Дебютный японский мини-альбом Solitary Goodbye был выпущен 27 июля. В июне также было объявлено об участии Тхэмина в реалити-шоу «Зажги сцену». Он выступал с Кохару Сугаварой, хореографом его дебютного японского сингла «Solitary Goodbye». Во втором эпизоде Тхэмин занял первое место.

### 2017−2019:Flame of Love,Move,WantиFamousи
В июле 2017 года Тхэмин провёл свой первый японский концерт на арене Ниппон Будокан в Токио и выпустил новый японский сингл «Flame of Love»; концерт посетило 28 тысяч человек. В конце августа в течение трёх дней были проведены первые корейские сольные концерты Off-Sick, которые посетили 12 тысяч человек. 14 и 15 октября состоялись повторные концерты в Джамсил Арене, привлёкшие в два раза больше людей, чем предыдущие шоу. В августе была анонсирована первая японская дорама Тхэмина «Последняя жизнь: Даже если завтра ты исчезнешь». Его партнёром стал Сёта Мацуда. Главный саундтрек «What’s This Feeling» также был исполнен Тхэмином.
16 октября был выпущен второй студийный альбом Move. 10 декабря вышло его переиздание Move-ing. 18 декабря Джонхён был экстренно госпитализирован в одну из больниц Сеула после попытки суицида, отравившись угарным газом. Через несколько часов S.M. Entertainment подтвердил информацию о его смерти, в результате чего все оставшиеся мероприятия Тхэмина были сразу отменены.

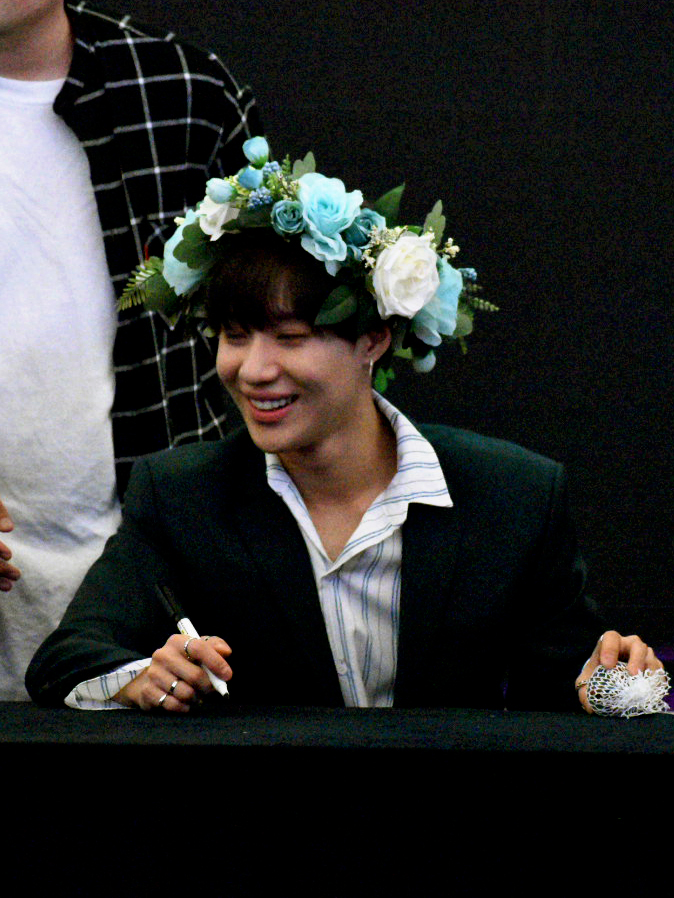
Тхэмин на фансайне SHINee, июнь 2018 года

В начале 2018 года Тхэмин продолжил деятельность в составе SHINee – в феврале группа дала серию японских концертов SHINee World 2018 THE BEST ~ FROM NOW ON ~ Dome Tour. 23 марта он впервые за последние месяцы выступил сольно на Music Bank в Чили. Чтобы почтить память своего одногруппника Джонхёна, Тхэмин исполнил балладу «최면(Hypnosis)». В сентябре он начал свой первый японский тур. 28 ноября Тхэмин выпустит свой первый японский полноформатный альбом TAEMIN.
11 февраля 2019 года был выпущен второй корейский мини-альбом Want. С 15 по 17 марта исполнитель провёл серию концертов T1001101 на спортивной арене SK Olympics.
4 августа Тхэмин выпустил в цифровом виде свой третий японский мини-альбомом Famous, с физическим релизом 28 августа, через EMI Records Japan и Universal Music Japan.[1] Ведущий сингл и заглавный трек «Famous» был выпущен 26 июля вместе с музыкальным видео.
7 августа стало известно, что Тхэмин является участником SuperM, «супергруппы K-pop», сформированной SM Entertainment в сотрудничестве с Capitol Records. Продвижение группы запланированы на октябрь и направлены на американский рынок. Одноименный дебютный мини-альбом SuperM был выпущен 4 октября с ведущим синглом «Jopping».

### 2020—н.в:Never Gonna Dance Again,Adviceи служба в армии
Его третий корейский студийный альбом, Never Gonna Dance Again, был выпущен в двух частях, в сентябре и ноябре 2020 года.
19 апреля 2021 года Тхэмин объявил во время своего V Live, что он поступит на обязательную военную службу 31 мая.
Тхэмин выпустил свой третий корейский мини-альбом, Advice, 18 мая. В альбом вошло пять песен, в том числе одноименный сингл.Он представил сингл на онлайн-концерте под названием N.G.D.A. (Never Gonna Dance Again), который он провел на платформе Beyond Live 2 мая. Концерт собрал почти 90 000 зрителей в 119 странах. Тхэмин участвовал в песне-теме летних Олимпийских игр 2020 года, которую он записал до своего призыва.

## Личная жизнь
В марте 2011 года Тхэмин перевёлся в Hanlim Multi Art School из Chungdam High School, чтобы подстроиться под загруженное расписание японского продвижения SHINee. Он окончил её в феврале 2012 года, но не смог посетить выпускную церемонию в связи с деятельностью в группе. Обучается в университете Мёнджи по специальности «Мюзикл и фильм».

## Дискография
| Корейские альбомы Студийные альбомы Press It (2016) Move (2017) Never Gonna Dance Again (2020) Мини-альбомы Ace (2014) Want (2019) Advice (2021) Guilty (2023) Eternal (2024) | Японские альбомы Студийные альбомы Taemin (2018) Мини-альбомы Sayonara Hitori (2016) Flame of Love (2017) Famous (2019) |  |

## Фильмография
| Год  |   | Русское название                               | Оригинальное название                      | Роль               |
| ---- | - | ---------------------------------------------- | ------------------------------------------ | ------------------ |
| 2009 | с | Тхэ Хи, Хэ Гё, Чжи Хён                         | Tae Hee, Hye Kyo, Ji Hyun                  | Джунсу             |
| 2010 | с | Афина: Богиня войны                            | Athena: Goddess of War                     | В роли самого себя |
| 2011 | с | Лунной ночью 90-х                              | Moon Night '90                             | Ким Со Чжэ         |
| 2011 | с | Неудержимый пинок 3: Месть коротконогих        | High Kick! 3                               | В роли самого себя |
| 2012 | ф | Это – Я                                        | I AM.                                      | В роли самого себя |
| 2012 | ф | Пушистые против Зубастых                       | The Outback                                | Джонни (озвучка)   |
| 2012 | с | Гуру Саламандра и теневая операция             | Salamander Guru and The Shadows            | Мастер Маскировки  |
| 2013 | ф | Чудо                                           | The Miracle                                | Ким Тан            |
| 2013 | с | Агентство знакомств: Сирано                    | Dating Agency: Cyrano                      | Рэй (Ян Хо Ёль)    |
| 2015 | ф | SMTOWN: Сцена                                  | SMTOWN The Stage                           | В роли самого себя |
| 2017 | с | Последняя жизнь: Даже если завтра ты исчезнешь | Final Life: Even if You Disappear Tomorrow | Сон Ши Он          |

### Развлекательные шоу
| Год       | Название                   | Примечание                   |
| --------- | -------------------------- | ---------------------------- |
| 2010      | Вперёд! Команда мечты      | Основной каст                |
| 2012      | Бессмертная песня 2        | Участник                     |
| 2013-2014 | Мы поженились              | С Наын                       |
| 2014      | «Running man”, 209 эпизод  | Участник                     |
| 2015      | Пара, созданная на небесах | Основной каст                |
| 2015      | Я снова иду в школу        | Основной каст                |
| 2016      | Зажги сцену                | Участник (первый победитель) |
| 2017      | The Unit                   | Наставник                    |

### Мюзиклы
| Год  | Название | Роль         | Примечание   |
| ---- | -------- | ------------ | ------------ |
| 2014 | Дворец   | Принц Ли Син | Главная роль |

## Концерты и туры

### Хэдлайнер
- Taemin The 1st Stage Nippon Budokan (2017)
- Off-Sick (2017)
- TAEMIN Japan 1st Tour «SIRIUS» (2018)
- T1001101 (2019)
- TAEMIN ARENA TOUR 2019 ～X™️～ (2019)

## Награды и номинации

### Музыкальные премии

#### Busan One Asia Festival
| Год  | Номинация              | Результат |
| ---- | ---------------------- | --------- |
| 2017 | Награда за выступления | Победа    |

#### Gaon Chart K-Pop Awards
| Год  | Номинация                  | Что номинировано | Результат |
| ---- | -------------------------- | ---------------- | --------- |
| 2015 | Артист Года (Альбом)       | Ace              | Номинация |
| 2016 | Альбом Года — 1-я четверть | Press It         | Номинация |

#### Golden Disk Awards
| Год  | Номинация               | Что номинировано | Результат |
| ---- | ----------------------- | ---------------- | --------- |
| 2015 | Диск Бонсан             | Ace              | Победа    |
| 2015 | Диск Дэсан              | Ace              | Номинация |
| 2015 | Награда за популярность | н/д              | Победа    |
| 2017 | Диск Бонсан             | Press It         | Победа    |
| 2017 | Диск Дэсан              | Press It         | Номинация |

#### Korean Music Awards
| Год  | Номинация         | Что номинировано | Результат |
| ---- | ----------------- | ---------------- | --------- |
| 2018 | Лучший поп-альбом | Move             | Номинация |

#### Mnet Asian Music Awards
| Год  | Номинация                       | Что номинировано    | Результат |
| ---- | ------------------------------- | ------------------- | --------- |
| 2016 | Песня Года                      | «Press Your Number» | Номинация |
| 2016 | Лучшее танцевальное выступление | «Press Your Number» | Победа    |
| 2017 | Лучшее танцевальное выступление | «Move»              | Победа    |

#### MBC Entertainment Awards
| Год  | Номинация            | Что номинировано | Результат |
| ---- | -------------------- | ---------------- | --------- |
| 2013 | Звезда года          | Мы поженились    | Победа    |
| 2013 | Лучшая пара (с Наын) | Мы поженились    | Номинация |
| 2014 | Звезда года          | Мы поженились    | Победа    |

#### Seoul Music Awards
| Год  | Номинация                 | Что номинировано | Результат |
| ---- | ------------------------- | ---------------- | --------- |
| 2015 | Награда Бонсан            | Ace              | Номинация |
| 2015 | Награда за популярность   | Ли Тхэмин        | Победа    |
| 2015 | Специальная награда халлю | Ли Тхэмин        | Номинация |
| 2018 | Награда за популярность   | Ли Тхэмин        | Победа    |

### Музыкальные шоу

#### M! Countdown
| Год  | Дата    | Песня               |
| ---- | ------- | ------------------- |
| 2016 | 3 марта | «Press Your Number» |

#### Music Bank
| Год  | Дата       | Песня               |
| ---- | ---------- | ------------------- |
| 2014 | 29 августа | «Danger»            |
| 2016 | 4 марта    | «Press Your Number» |
| 2019 | 22 февраля | «Want»              |

#### Show Champion
| Год  | Дата       | Песня               |
| ---- | ---------- | ------------------- |
| 2016 | 2 марта    | «Press Your Number» |
| 2019 | 20 февраля | «Want»              |

#### Music Core
| Год  | Дата       | Песня    |
| ---- | ---------- | -------- |
| 2014 | 30 августа | «Danger» |

#### The Show
| Год  | Дата    | Песня               |
| ---- | ------- | ------------------- |
| 2016 | 1 марта | «Press Your Number» |